# Barwnobestia
Barwnobestia (Poecilotheria) – rodzaj pająków z rodziny ptasznikowatych. Występuje w Indiach i na Sri Lance. Popularny w hodowlach. Obejmuje szybkie i silnie jadowite nadrzewne gatunki. Nazwa naukowa pochodzi od greckich słów poikilos - kolorowy, różnorodny i therion - dzikie zwierzę, bestia do czego nawiązuje także nazwa zwyczajowa rodzaju.

## Gatunki
Aktualna lista gatunków według World Spider Catalog wraz z polskimi nazwami zwyczajowymi:
- Poecilotheria fasciata Latreille, 1804 – barwnobestia pasiasta
- Poecilotheria formosa Pocock, 1899 – barwnobestia urodziwa
- Poecilotheria hanumavilasumica Smith, 2004 – barwnobestia tamaryndowa
- Poecilotheria metallica Pocock, 1899 – barwnobestia metaliczna
- Poecilotheria miranda Pocock, 1900 – barwnobestia wspaniała
- Poecilotheria ornata Pocock, 1899 – barwnobestia ozdobna
- Poecilotheria rajaei Nanayakkara et al., 2012 – barwnobestia północnolankijska
- Poecilotheria regalis Pocock, 1899 – barwnobestia królewska
- Poecilotheria rufilata Pocock, 1899 – barwnobestia rudawa
- Poecilotheria smithi Kirk, 1996 – barwnobestia ciemnouda
- Poecilotheria srilankensis Nanayakkara et al., 2020 – barwnobestia lankijska
- Poecilotheria striata Pocock, 1895 – barwnobestia prążkowana
- Poecilotheria subfusca Pocock, 1895 – barwnobestia brązowa
- Poecilotheria tigrinawesseli Smith, 2006 – barwnobestia tygrysia
- Poecilotheria vittata Pocock, 1895 – barwnobestia wstęgowata